# Anuna De Wever
Anuna De Wever (Mortsel, 16 giugno 2001) è un'attivista belga fiamminga.
È una delle figure di spicco dello sciopero scolastico per il movimento climatico in Belgio.

## Biografia
Figlia di Katrien Van der Heyden, sociologa e maestra di genere e diversità, e di Harwin De Wever, urbanista, ha una sorella gemella, Luka De Wever, con la quale ha posato per la stampa fiamminga. Dice di non essere imparentata con il nazionalista fiammingo e scettico sul clima, Bart De Wever.
È cresciuta nella città di Berchem. Molto presto, all'età di due anni, dubita del suo genere e desidera diventare un ragazzo. Dopo diversi anni di ricerca di se stessa, decide di vivere da ragazza. A 14 anni racconta questa esperienza nella rivista satirica belga 't Pallieterke.
I suoi scioperi sono supportati da sua madre, che dice alla stampa che sua figlia "è alta nei suoi valori ed è pronta ad accettare le conseguenze". Ispirata alle azioni di Greta Thunberg, dice di ammirare Emma Gonzales e Michelle Obama. Ha detto al quotidiano Le Monde di voler diventare Segretario generale delle Nazioni Unite..

## Attivismo

### Consapevolezza ecologica
A 16 anni, ha accompagnato sua madre, una sociologa, a New York, per partecipare a una conferenza sul femminismo. Scopre l'alta vulnerabilità delle donne ai cambiamenti climatici e promette di agire.
La sua vera consapevolezza è iniziata nell'estate del 2018. Segnata dalle forti ondate di calore che hanno colpito il Belgio, è diventata consapevole dei cambiamenti climatici. Ispirata alle azioni di Greta Thunberg, che sciopera ogni venerdì davanti al parlamento svedese, decide di sviluppare il movimento in Belgio.

### Sciopero studentesco per il clima

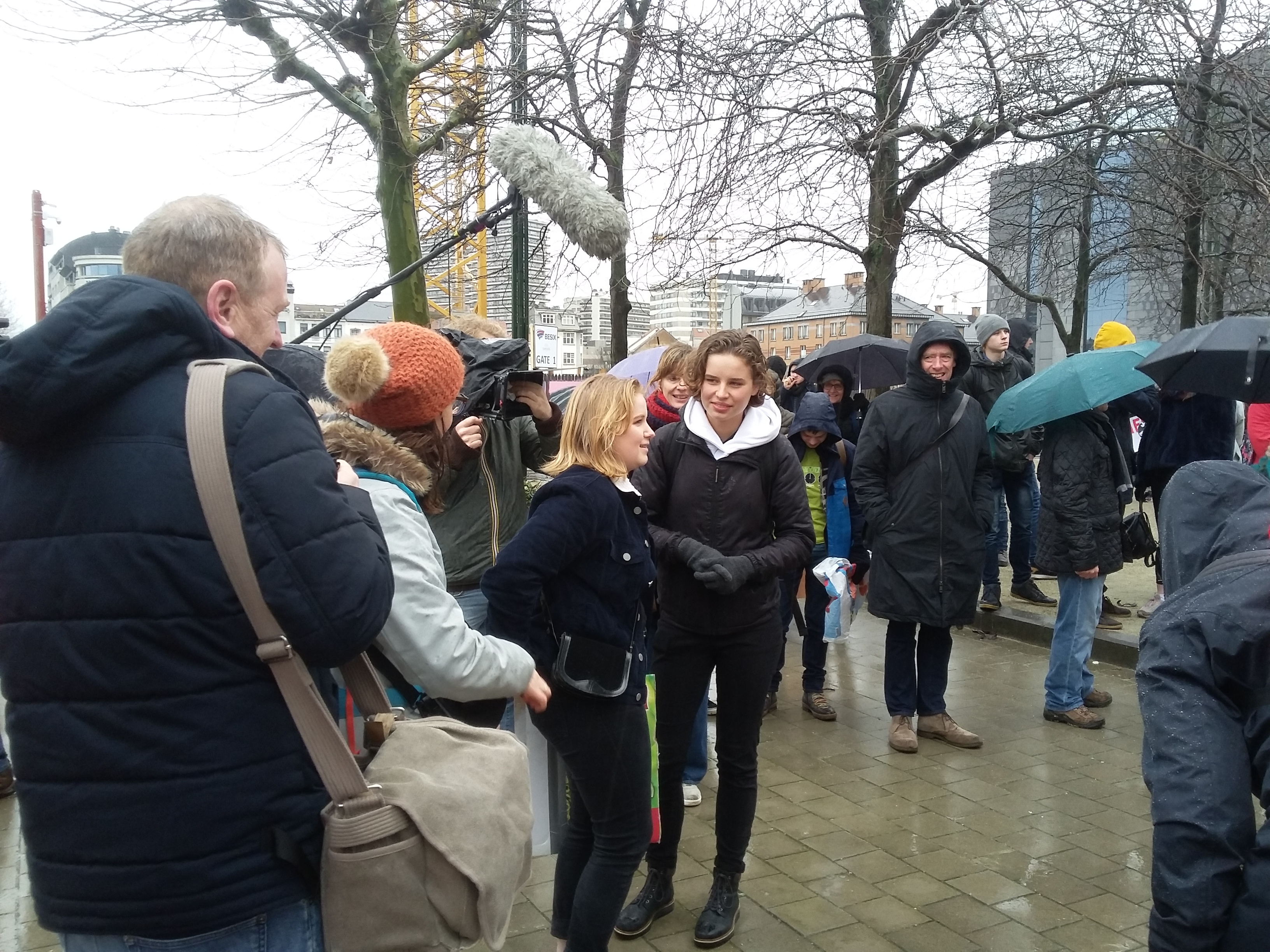
Kira Gantois e Anuna De Wever alla Manifestazione climatica di Bruxelles, 27 gennaio 2019.

Nel gennaio 2019, all'età di 17 anni, ha lanciato il primo sciopero degli studenti per il clima belga. Con la sua compagna Kyra Gantois, una ragazza di 19 anni che studia beni immobili, crea una pagina Facebook, portabandiera della sua associazione, Youth for Climate, ora seguita da oltre 20.000 utenti di Internet. Sui social network, invita tutti gli studenti a saltare la scuola giovedì e ad aderire allo sciopero.
Il primo sciopero, organizzato il 10 gennaio 2019, riunisce 3000 studenti a Bruxelles. Questa cifra sta aumentando rapidamente da giovedì a giovedì, passando da 12.500 studenti scioperanti il 17 gennaio a 35.000 il 24 gennaio. Gli eventi sono trasmessi dalla stampa belga e internazionale, che è appassionata di questa giovane donna, apertamente lesbica. Durante le dimostrazioni, la studentessa tiene discorsi, ripetuti nei media e sui social network.
Il 31 gennaio 2019, iniziò a lavorare con il governo fiammingo per istituire un gruppo di esperti per pensare a misure per combattere il riscaldamento globale e per giustificare le esigenze delle scuole di sciovinismo. Lavora mano nella mano con Adelaïde Charlier, coordinatrice delle azioni del movimento sul lato francofono.
Nel marzo 2019 presenta un libro in olandese co-scritto con Kyra Gantois, Siamo il clima, una lettera a tutti, la cui traduzione in francese è prevista per maggio alle Edizioni Stock. Il libro, proposto per meno di dieci euro, sarà musicato dallo scrittore Jeroen Olyslaegers. Oggi vuole confrontarsi con Greenpeace.

### Minacce
A partire dal gennaio 2019, è vittima di una campagna di molestie informatiche. Sua madre si lamenta e risponde fermamente, dicendo che "gli autori di questi messaggi vogliono che Anuna interrompa le sue azioni. È così grave, perché in una democrazia i giovani hanno il diritto di essere ascoltati. Anuna non può ancora votare. Le sue manifestazioni sono il suo modo di essere ascoltata. È molto serio il fatto che sia minacciata."

## Vita privata
È apertamente lesbica, non si riconosce in un genere e preferisce essere chiamata semplicemente con il suo nome. È stato durante lo show Gert Late Night trasmesso sul canale Vier che ha presentato la sua fidanzata, Julie, una francofona incontrata durante una protesta sul clima.